# Alan van Sprang
Alan van Sprang (ur. 19 czerwca 1971 w Calgary) – kanadyjski aktor telewizyjny, znany m.in. z roli sir Francisa Bryana z serialu Dynastia Tudorów (The Tudors), a także z roli Henryka II Walezjusza w serialu emitowanym przez The CW Nastoletnia Maria Stuart (Reign) i jako Valentine Morgenstern w serialu Freeform Shadowhunters: the mortal instruments.

## Życiorys

### Wczesne lata
Urodził się i wychowywał w Calgary w Kanadzie. Jego ojciec, Emile Van Sprang, był członkiem popularnej grupy rockowej z lat sześćdziesiątych The Stampeders, której przewodził jego wujek Ronnie King. W szkole średnie brał udział w szkolnych przedstawieniach. W 1992 roku ukończył Mount Royal College Conservatory of Music and Speech Arts w Calgary.

### Kariera
Przez trzy sezony występował w Calgary’s Shakespeare w Parku w Calgary, a przez pięć lat był związany z Theater Calgary. W wieku 39 lat postanowił ogolić sobie głowę, by wcielić się w role „niebezpiecznych, złych facetów”. W dramacie sensacyjnym fantasy Immortals. Bogowie i herosi (Immortals, 2011) zagrał postać greckiego niewolnika Dareiosa.
Ze związku z Sarah Robichaud ma syna Logana Josepha Van Spranga. Zamieszkał w Toronto.